# Morespeed
Morespeed is een historisch merk van motorfietsen.
De bedrijfsnaam was: Steve Moore, Morespeed Composites, Worthing (West Sussex). 
De Engelsman Steve Moore deed ervaring op als monteur bij het Suzuki fabrieks-wegraceteam. Eind jaren tachtig begon hij met de bouw van composietframes voor wegmotoren. De machines kregen de naam Morespeed.